# جبهة الأسد
جبهة الأسد أو الجبهة أو «غاما الأسد» واحد من نجوم كوكبة الأسد الهامة وحسب تخيل العرب القدماء للكوكبة فقد كان يمثل الجبهة، وهو يقع على يمين خريطة الكوكبة وهو على مستوى نجم ظهر الأسد (وهو أعلى النجوم في مثلث النجوم الذي في يسار الكوكبة).

## النظام النجمي
جبهة الأسد هو نجم ثنائي، والنجم اللامع من النجمين يبلغ قدره الظاهري 2,28 وتبلغ درجة حرارته 4470 كلفن تقريباً. ويبلغ سطوعه 180 ضعف سطوع الشمس وقطره 23 ضعف قطرها.
أما النجم الآخر فيبلغ قدره الظاهري 3,51 ودرجة حرارته 4980 كلفن تقريباً. سطوعه يبلغ 50 ضعف سطوع الشمس وقطره 10 أضعاف قطرها.
تفصل بين النجمين مسافة تعادل ما يقارب الـ24 ألف مليون كلم (أي 20 ساعة ضوئية تقريباً)، ويدور أحدهما حول الآخر كل أكثر من 500 سنة. وبالتأكيد كلا هذين النجمين هما عملاقان وهذا يعني أنهما توقفا عن تحويل الهيدروجين إلى هيليوم في نواتيهما.
وللعين المجردة يبدو النجمان كأنهما نجم واحد أو نجم متمدد قليلاً ولكن بتلسكوب صغير (منظار) بالإمكان ملاحظة أنهما نجمان منفصلان بسهولة.

## النظام الكوكبي

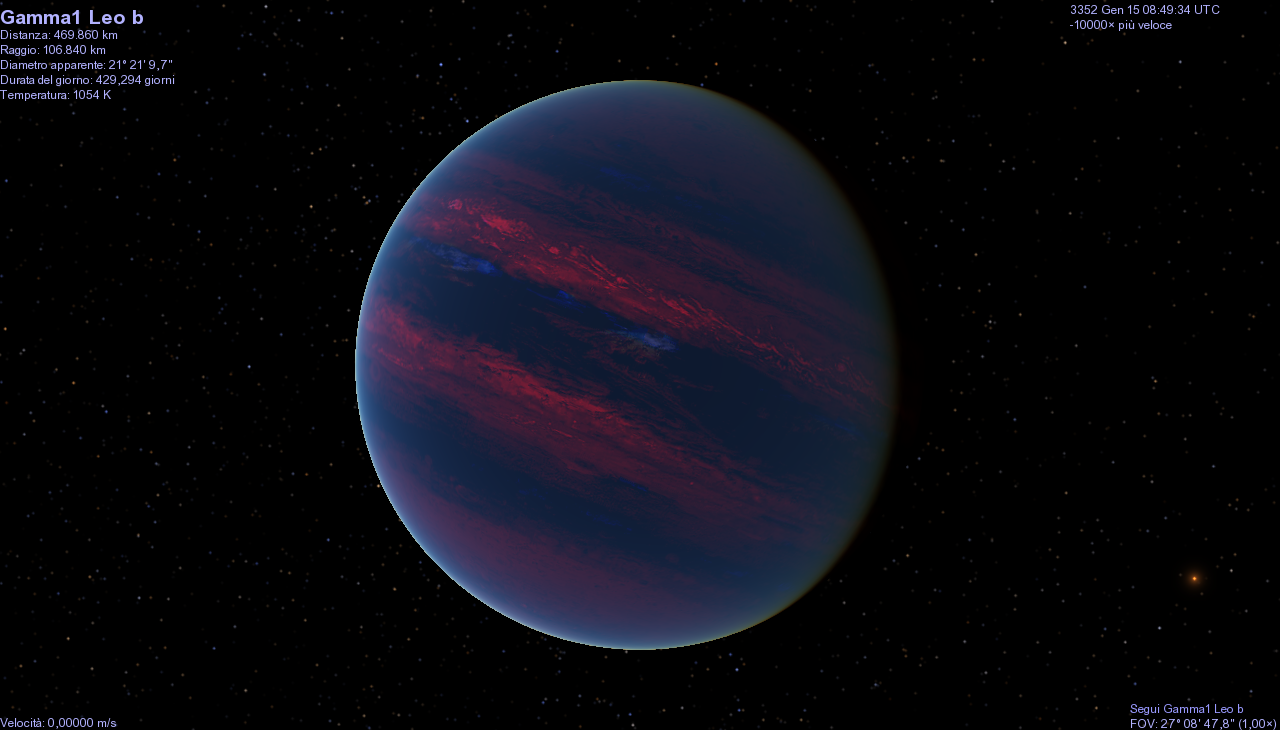
رسم تخيلي لـ"جبهة الأسد ب".

في عام 2009 وفي يوم 6 من شهر نوفمبر (تشرين الثاني) تم الإعلان عن اكشاف كوكب يدور حول «جبهة الأسد أ».أطلق عليه غاما الأسد b أو (Gamma1 Leonis b) في تسمية باير الدليلة وهو يبعد عن نجمه 1.19 وحدة فلكية. وتبلغ كتلته 8,78 كتلة مشتري (كتلة المشتري هي وحدة تستخدم لقياس كتلة الكواكب الغازية خارج النظام الشمسي، وهي بالطبع تعادل كتلة كوكب المشتري). ومدة السنة عليه 429 يوم أرضي وقد أُطلق عليه اسم جبهة الأسد b.
وبعد حسابات أجراها العلماء توصلوا إلى أنه يجب أن يكون هناك كوكب آخر يدور حول جبهة الأسد أ. وقد أسموه «جبهة الأسد ج» وتوصلوا إلى أن كتلته يجب أن تعادل 2,14 كتلة مشتري وأن يكون طول السنة عليه 1340 يوم أرضي، وأيضاً توصلوا إلى أنه يبعد 2,6 وحدة فلكية عن نجمه (20 دقيقة ضوئية تقريباً). ولكن بالرغم من كل هذا فوجود كوكب «جبهة الأسد ج» ليس مؤكذا إلى الآن.